# Rowett Island
Rowett Island ist eine kleine Insel der Südlichen Shetlandinseln in der Antarktis. Sie liegt in der Nordgruppe des Archipels, unmittelbar südwestlich von Cape Lookout, der Südspitze von Elephant Island.
Die unbewohnte Insel ist benannt nach John Quiller Rowett (1874–1924), einem britischen Geschäftsmann und Finanzierer der Quest-Expedition (1921–1922) des britischen Polarforschers Ernest Shackleton, die daher auch „Shackleton-Rowett-Expedition“ genannt wird.